# 쿨자 조약
쿨자 조약(중국어: 中俄伊犁塔爾巴哈臺通商章程, 러시아어: Кульджинский трактат, 영어: Treaty of Kulja, Treaty of Ghulja)은 1851년 러시아 제국과 청나라 간 체결된 조약이다.

## 상세
러시아 제국 출신 상인들이 청나라 국경에서 상업활동을 활발하게 하게 됨에 따라서, 당시 청나라 신장 위구르 자치구의 국경도시 중 하나였던 굴자 시에도 이들이 등장하였다. 러시아 제국은 상인들의 활동이 합법적으로 인정되기 위해서 청나라에게 협상을 요구하였고, 청나라는 이에 응하여 조약을 체결하였다. 러시아 제국은 이 조약을 통해서 자국의 상인들과 영사들을 상주시킬 수 있는 발판을 마련하였다.

## 같이 보기
- 타르바가타이 조약